# Formación Zapallal
La formación Zapallal está constituida por capas de origen marino del Mioceno Superior, cubiertas por materiales aluviales, sedimentados por el río Piura, y depósitos provenientes del desierto de Sechura, transportados estos últimos desde el sur por los vientos alisios. En la zona donde se encuentra la ciudad de Piura, la formación Zapallal se encuentra a una profundidad entre 10 y 20 m, con afloramientos localizados.
En los afloramientos de la Formación Zapayal, encontramos en La Mina (Bayóvar), con numerosas diatomeas y foraminíferos. 